# 特雷布加斯特河 (白美因河支流)
50°4′16.48″N 11°33′6.48″E / 50.0712444°N 11.5518000°E

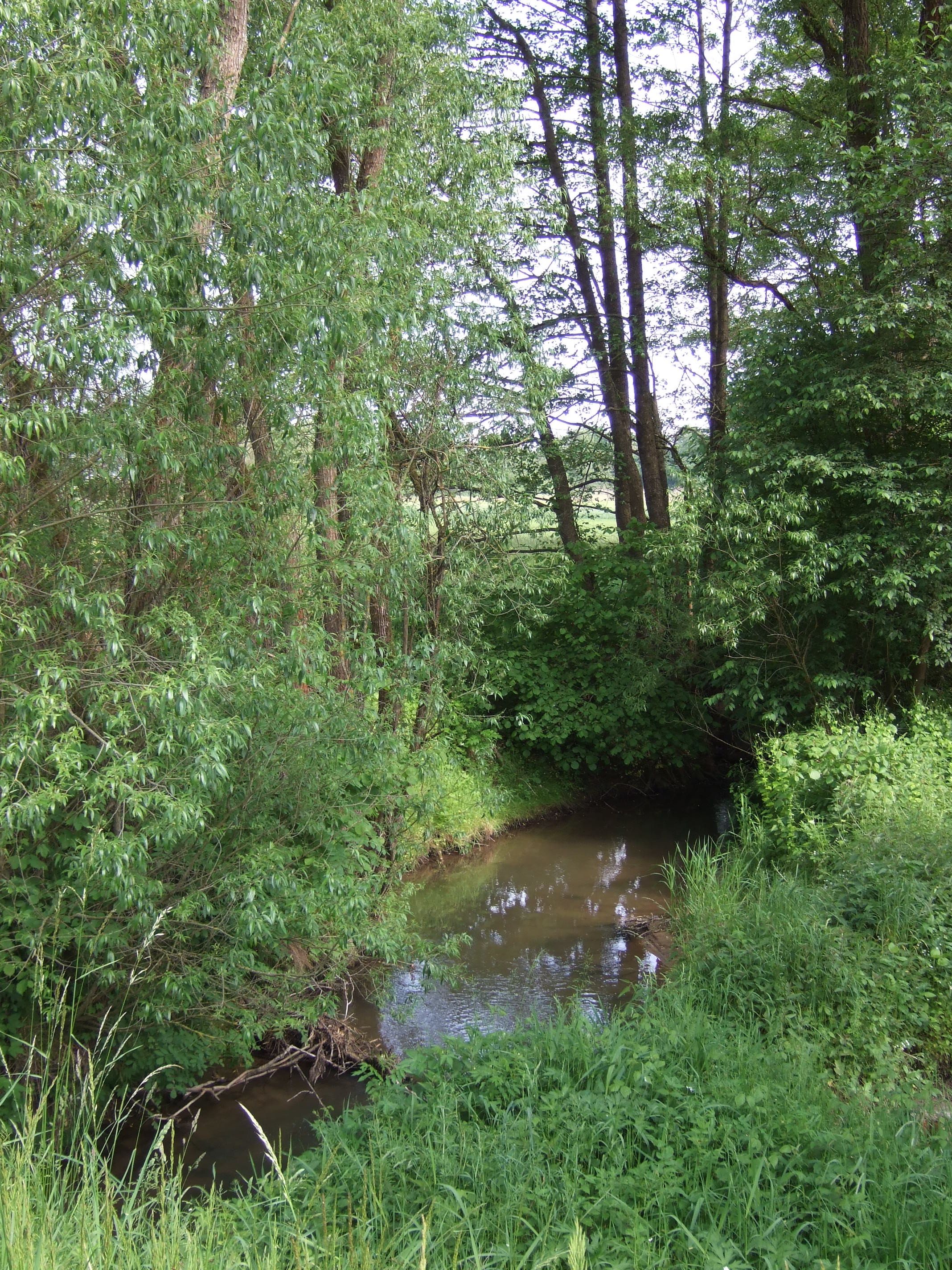

特雷布加斯特河是德國的河流，位於該國東南部，由巴伐利亞負責管轄，屬於白美因河的左支流，河道全長17.7公里，流域面積63.8平方公里。